# エヴリシング (メアリー・J. ブライジの曲)
「エヴリシング」（Everything）はメアリー・J. ブライジのシングル。3rdアルバム『シェア・マイ・ワールド』(Share My World)から3枚目のシングルとして1997年8月に発売された。メアリーのボーカルの「陽」と「陰」の両面を覗かせるこの曲は好セールスのヒット作となり、ビルボード・R&Bチャート(Billboard Hot R&B/Hip-Hop Songs)で5位を獲得した。全英シングルチャート(UK Singles Chart)でも6位の記録でイギリスにおけるメアリーのシングル初のトップ10入りを果たし、それまでストリート色の強かったメアリーのイメージに新たな展開をもたらした楽曲の一つとなった。
楽曲制作とプロデュースは、ジャム&ルイス（ジミー・ジャムとテリー・ルイスのコンビ）が担当している。バックボーカル含めすべてのボーカルをメアリー・J. ブライジが歌い、ギターはマイク・スコットが担当している。

## 楽曲構成
「エヴリシング」の曲の基調となっているのは、スタイリスティックスの1971年のヒット・バラード「ユー・アー・エヴリシング」(You Are Everything) である。この曲はダイアナ・ロス＆マーヴィン・ゲイのデュエット・カバー曲（1974年）でも知られるスタンダード・ナンバーであるが、その「ユー・アー・エヴリシング」のサビのフレーズの「You are everything, and Everything is you」（君がすべてで、すべてが君だ）のメロディー・ラインをサンプリングし、イントロや歌詞も引用している。
また、ジェームス・ブラウンの1973年のナンバー「ペイバック」(The Payback)のドラム・ビートをサンプリングし、出だしのAメロは、坂本九の1963年（アメリカ発売年）のヒット曲「上を向いて歩こう」(Sukiyaki)のメロディーラインの一部を採用している。この中村八大の作曲したオリジナル・ナンバー「上を向いて歩こう」は、テイスト・オブ・ハニーの1981年のカバー「すきやき」(Sukiyaki)の東洋風アレンジでも知られており、「エヴリシング」ではどちらかというとテイスト・オブ・ハニー版の方のテンポやイメージに近いものとなっている。

## トラック・リスト
| #  | タイトル                                                                                          | 作詞 | 作曲・編曲 | 時間 |
| -- | ------------------------------------------------------------------------------------------------- | ---- | ---------- | ---- |
| 1. | 「エヴリシング Everything」(ラジオ・エディット Radio Edit)                                        |      |            | 4:00 |
| 2. | 「ラヴ・イズ・オール・ウィ・ニード Love Is All We Need」(D.Y.M.K. クラブ・ミックス DYMK Club Mix) |      |            | 6:38 |
| 3. | 「エヴリデイ Everyday」                                                                           |      |            | 4:25 |
| 4. | 「エヴリシング everything」(フル・クルー・クラブ・ミックス Full Clue Club Mix)                    |      |            | 4:30 |

- 1曲目の「エヴリシング」は、アルバム『シェア・マイ・ワールド』(Share My World)のオリジナル収録曲（4:58）より短いラジオ・エディット・バージョンである[1]。
- 2曲目の「ラヴ・イズ・オール・ウィ・ニード」（Love Is All We Need）のオリジナルも『シェア・マイ・ワールド』収録曲であるが、このD.Y.M.K. クラブ・ミックス・バージョンは、マーク ・ピッチオッティ（英語版）によるリミックスである[1]。
- 3番目の「エヴリデイ」(Everyday)は、ディアンジェロとアンジー・ストーンの作詞・作曲、プロデュースによるものである[1]。このメアリー歌唱の「エヴリデイ」はアルバム未収録の幻の楽曲となっている[1]。この曲はその後アンジー・ストーン本人でリリースされた。

## チャート記録
| チャート(1997)                                                                        | 最高位 |
| ------------------------------------------------------------------------------------- | ------ |
| ヨーロッパ「ユーロ・シングルチャート」(Eurochart Hot 100)                             | 23     |
| アイスランド「アイスランド・トップ40」(Íslenski Listinn Topp 40)                      | 36     |
| オランダ「ネーダラントス・トップ40」(Tipparade)                                       | 6      |
| オランダ「シングル・トップ100」(Single Top 100)                                       | 62     |
| ニュージーランド「RIANZ」 (Recorded Music NZ)                                         | 13     |
| スコットランド「スコットランド・チャート」(Scottish Charts、Official Charts Company)  | 31     |
| イギリス「UKシングルチャート」(UK Singles Chart、Official Charts Company)             | 6      |
| イギリス「UK R&Bシングルチャート」(UK R&B Chart、Official Charts Company)             | 3      |
| アメリカ「ホット100・シングルチャート」(Billboard Hot 100)                            | 24     |
| アメリカ「ホットR&B/ヒップホップ・シングルチャート」(Billboard Hot R&B/Hip-Hop Songs) | 5      |

## リミックス・バージョン
- フル・クルー・クラブ・ミックス (Full Clue Club Mix)[12]。
  - イギリスのR&Bプロデューサー・Full Crewによるミックス。
- So So Def リミックス (So So Def Remix)[13]
  - ジャーメイン・デュプリとフィル・タン（英語版）によるミックス。D・ナイス（英語版）の「コール・ミー・D・ナイス」(Call Me D-Nice)がサンプリング・フィーチャーされている。
- クラシック・クラブ・ミックス (Classic Club Mix)[14]
  - フランキー・ナックルズと富家哲によるミックス。
- リップル・ミックス (I Don't Know What It Is But It Sure Is Funky)[13]
  - ロドニー・ジャーキンスのプロデュースによるリップル（英語版）の曲「アイ・ドント・ノウ・ホワット・イット・イズ・バット・イット・シュア・イズ・ファンキー」(I Don't Know What It Is But It Sure Is Funky)のサンプリング・ミックス。
- クワイエット・ミックス (The Quiet Mix)[13]
  - マリク・ペンドルトンによるミックス。
- カーティス＆ムーア・ボーカル・ミックス (Curtis & Moore Vocal Mix)[12]
  - 2002年のリミックス・アルバム『ダンス・フォー・ミー』 (Dance for Me)に収録されている。

- ジャズ・ミックス (Jazz Mix)

## ノミネート
- 1998年ソウル・トレイン・ミュージック・アワード (1998 Soul Train Music Awards)
  - 最優秀R&B/ソウル・シングル-女性部門 (Best R&B/Soul Single – Female)ノミネート

## 他の楽曲へのサンプリング
出典は
- ビジー・シグナル（英語版）「イッツ・オール・ビコーズ・オブ・ユー」(It's All Because Of You feat. Tami chynn)（2005年） - アルバム『Throw Back Giggy Riddim』に収録。
- ヤング・M.A（英語版）「サマー・ストーリー」(Summer Story)（2016年）
- B-Lovee（英語版）「マイ・エヴィリシング」(My Everything)（2021年）- アルバム『My Everything』に収録。
- ビジー・バンクス (Bizzy Banks)「マイ・エヴィリシング・フリースタイル」(My Everything Freestyle)（2021年）
- ビッグ・YBA (Big YBA)「マイ・エヴィリシング・リミックス」(My Everything Remix)（2022年）
- リコ・カルテル (Rico Cartel)「マイ・エヴィリシング」(My Everything)（2021年）
- 917 Rackz「ホワット・Nyc・サウンズ・ライク」(What Nyc Sounds Like)（2022年）
- IamDerby「テイク・ミー・アウェイ」(Take Me Away)（2022年） - アルバム『The Samples Volume 4: Love Injunction’s』に収録。